# Geremi Njitap
Geremi Sorele Fotso Njitap, dit Geremi, né le 20 décembre 1978 à Yoko, est un footballeur camerounais. C'est un joueur polyvalent évoluant aux postes de stoppeur, d'arrière droit, de milieu droit, de milieu défensif et de milieu relayeur.
Surnommé Géomètre national dans son pays, Geremi est beaucoup plus connu pour sa frappe de balle et pour la précision de son pied droit. Capable de marquer de nombreux buts notamment sur coup franc, Geremi Njitap est connu également pour ses longues touches mais aussi pour ses passes décisives car il a une qualité de centres et de passes au-dessus de la moyenne ce qui lui a valu le surnom de « Géomètre » dans son pays.

## Biographie
Geremi s'engage avec le grand Real Madrid de Raúl, Steve McManaman et Fernando Redondo à la fin des années 1990, mais ne parvient pas à faire son trou et manque les deux finales de Ligue des champions de l'UEFA remportées par le club madrilène. Il est selon Nicolas Anelka, le seul joueur à l'avoir soutenu lors de son passage chez les Meringues. Après la Coupe du monde 2002, Geremi s'exile outre-Manche et réussit une excellente saison à Middlesbrough où il dispute 34 matchs et inscrit 7 buts notamment sur coups francs : ce qui lui vaut d'être acheté près de 12 millions de livres par Chelsea. Malgré son faible temps de jeu, Geremi conserve toute la confiance de Mourinho, et ne déçoit jamais lorsque l'on fait appel à lui. Il est en quelque sorte un des « jokers de luxe » des blues avec entre autres Robben et Wright-Phillips.
Joueur polyvalent pouvant jouer arrière droit, milieu droit, milieu défensif ou encore milieu axial, Geremi est connu pour sa frappe de balle et pour la précision de son pied droit. Capable de marquer de nombreux buts notamment sur coup franc, Geremi Njitap est connu également pour ses longues touches mais aussi pour ses passes décisives car il a une qualité de centres et de passes au-dessus de la moyenne ce qui lui a valu le surnom de « géomètre » dans son pays.On reproche souvent à Gérémi de ne pas avoir une bonne variété de dribbles et d'être lent. Geremi est un joueur clé de l'équipe nationale du Cameroun surnommée les "Lions indomptables" avec laquelle il a remporté les CAN 2000 et 2002. En 2008, lors de la coupe d'Afrique des nations organisée au Ghana, le Cameroun de Geremi, Samuel Eto'o et l'emblématique défenseur Rigobert Song échoue en finale face à l'Égypte (finale perdue 1-0), mais Geremi, grâce notamment à deux buts, plusieurs passes décisives, son expérience et son placement est élu meilleur arrière droit de la compétition et fait partie de l'équipe type de cette CAN avec son coéquipier en sélection Alexandre Song.
Geremi Njitap a fait partie du grand Cameroun du début des années 2000 qui remportait de nombreux trophées [Jeux olympiques 2000 (étant le capitaine), CAN 2000 et 2002...] et qui pouvait rivaliser avec les grandes nations du football (match nul 1-1 contre la France en octobre 2000, 2-2 contre l'Argentine en 2002 à Buenos Aires avec une passe décisive de Geremi, et match nul 2-2 contre l'Angleterre en juin 2002 avec un coup franc splendide de Geremi). À cette époque, les leaders de l'équipe nationale du Cameroun étaient Rigobert Song, Pierre Womé, Raymond Kalla, Marc-Vivien Foé, Salomon Olembe, Lauren Etame Mayer et Patrick Mboma.
Le 11 février 2009, lors du match amical contre la Guinée, Geremi a fêté sa 100e sélection avec l'équipe nationale du Cameroun.Le Cameroun a gagné 3-1 et Geremi a marqué le premier but de cette partie sur un coup franc en pleine lucarne d'environ 25 mètres.
En janvier 2010, il signe un contrat d'un an et demi au club turc d'Ankaragücü. Il reste 8 mois en Turquie, il rejoint en août 2010 le club grec de Larissa, où il signe un contrat de deux ans mais dont il est libéré le 12 janvier 2011 pour ne pas avoir su s'adapter en Grèce malgré un comportement salué par le club.

## Palmarès

### Avec l'équipe du Cameroun
- Vainqueur de la Coupe d'Afrique des nations junior en 1995
- Vainqueur de la Coupe d'Afrique des nations en 2000 et 2002
- Vainqueur des Jeux olympiques en 2000
- Finaliste de la Coupe des confédérations en 2003
- Finaliste de la Coupe d'Afrique des nations en 2008
- Élu meilleur arrière droit de la Coupe d'Afrique des nations en 2008

### En club

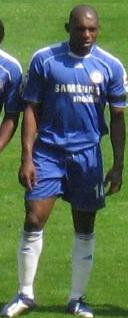
Geremi sous le maillot de Chelsea FC

- Vainqueur de la Coupe du Cameroun en 1996 avec le Racing Bafoussam
- Vainqueur de la Ligue des champions en 2000 et 2002 avec le Real Madrid
- Champion d'Espagne en 2001 avec le Real Madrid
- Finaliste de la Coupe intercontinentale en 2000 avec le Real Madrid
- Finaliste de la Supercoupe de l'UEFA en 2000 avec le Real Madrid
- Champion d'Angleterre en 2005 et 2006 avec Chelsea
- Vainqueur du Community Shield en 2005 avec Chelsea
- Vainqueur de la Coupe d'Angleterre en 2007 avec Chelsea
- Vainqueur de la Coupe de la Ligue anglaise en 2007 avec Chelsea

## Décorations
- Commandeur de l'ordre du mérite